# Kanako Konno
Pour les articles homonymes, voir Konno.
Kanako Konno (今野 加奈子, Konno Kanako) est une ancienne joueuse de volley-ball japonaise née le 16 avril 1984 à Sakata (Préfecture de Yamagata). Elle mesure 1,80 m et jouait au poste de réceptionneuse-attaquante. Elle a mis un terme à sa carrière de volleyeuse professionnelle en juin 2016.

## Clubs
| Club                       | De        | À         |
| -------------------------- | --------- | --------- |
| Furukawagakuen High School | 2000-2001 | 2002-2003 |
| Pioneer Red Wings          | 2003-2004 | 2013-2014 |
| Okayama Seagulls           | 2014-2015 | 2015-2016 |

## Palmarès
- V Première Ligue
  - Vainqueur : 2004, 2006.
  - Finaliste : 2005.
- Tournoi de Kurowashiki
  - Vainqueur : 2005.
- Coupe du Japon
  - Finaliste : 2008.